# 보물소동
《보물소동》은 1982년 9월 4일에 방영된 TV문학관이다.

## 줄거리
치수영감(김인문)과 그의 아들 택만(김성환)은 순박한 농사꾼이다. 택만은 가을이 되면 마을 처녀 정신이(강주희)와 결혼 예정인 청년이다. 어느 날 치수영감은 택만과 함께 고구마밭을 갈던 중 흙속에 파묻혀있던 항아리 하나를 발견하는데...

## 출연
- 백일섭
- 김인문
- 서우림
- 김성환
- 강주희
- 이일웅
- 강민호
- 전원주
- 정래협
- 박용식
- 김동완
- 이병철
- 이수연
- 이치우
- 고희준
- 황민
- 차양희
- 최창호
- 유병준
- 한정국
- 이난희
- 곽정희
- 방숙례
- 신소영
- 김진이
- 이정훈
- 배덕순
- 주덕호